# Didactylia pittinoi
Didactylia pittinoi är en skalbaggsart som beskrevs av Bordat 1986. Didactylia pittinoi ingår i släktet Didactylia och familjen Aphodiidae. Inga underarter finns listade i Catalogue of Life.